# Michel Glotz
Michel Glotz, né le 1er février 1931 à Paris 11e et mort le 15 février 2010 à Paris 6e, est un producteur musical et agent artistique français.

## Biographie
Il a été élève de Marguerite Long et complice de Francis Poulenc avec lequel il a entretenu une longue correspondance. Directeur artistique de plusieurs maisons de disques (EMI, Deutsche Grammophon, RCA Victor, Philips, Sony), il a fait enregistrer plus d'un millier de disques, dont une centaine d'opéras. Il a obtenu à ce titre plusieurs Grammy Awards à Hollywood dont les neuf symphonies de Beethoven par Herbert von Karajan avec l'Orchestre Philharmonique de Berlin en 1978, ou la récompense "plus bel opéra de l'année" pour Carmen de Bizet en 1984. 
En 1966, il a fondé avec sa collaboratrice Thérèse Darras une agence de concerts qui s'appelle Musicaglotz. Il s'est alors occupé de la carrière d'artistes légendaires comme Maria Callas, Herbert von Karajan, Alain Lombard, Alexis Weissenberg, mais également de la production d'enregistrements de vedettes emblématiques de la chanson française comme Edith Piaf ou Gilbert Bécaud pour le label Pathé-Marconi. Avec Karajan, la relation va au-delà de celle d'un agent avec "son" artiste : le chef d'orchestre a, par exemple, confié à Glotz le soin de mettre en place le Festival de Pâques de Salzbourg en 1967. 
Michel Glotz a reçu les insignes d'officier des Arts et Lettres, et de chevalier de la Légion d'honneur en 2007.
Il meurt d'une crise cardiaque en 2010.

## Artistes représentés
- Chefs d'orchestre : Serge Baudo, Frédéric Chaslin, Sergiu Comissiona, James Conlon, Christoph Eschenbach, Patrick Fournillier, James Judd, Carlos Kleiber, Alain Lombard, Jesus Lopez Cobos, Kurt Masur, Seiji Ozawa, Georges Prêtre, Guennadi Rojdestvenski, Thomas Sanderling, Michel Tabachnik, Michael Tilson Thomas, Daniel Oren
- Pianistes : Philippe Bianconi, Jean-Philippe Collard, Kun-Woo Paik, Ivo Pogorelich, Viktoria Postnikova, François Weigel, Alexis Weissenberg
- Violonistes : Pierre Amoyal, Anne-Sophie Mutter, Tedi Papavrami
- Violoncellistes : Natalia Gutman, Gary Hoffman, Yo-Yo Ma, Mstislav Rostropovich
- Sopranos : Montserrat Caballé, Maria Callas, Renée Fleming, Mirella Freni, Inva Mula, Leontyne Price, Katia Ricciarelli, Anna Tomowa-Sintow, Shirley Verret
- Mezzo Sopranos : Agnès Baltsa, Jane Berbié, Teresa Berganza, Susan Graham, Sophie Koch, Christa Ludwig, Marie-Ange Todorovitch
- Ténors : José Carreras, Laurence Dale, Placido Domingo, Chris Merritt, Kenneth Riegel, Michel Sénéchal
- Barytons : Gabriel Bacquier, Jean-Luc Chaignaud, Manfred Hemm (en), Nicolas Rivenq, Bryn Terfel
- Basses : Paata Burchuladze (en), Ferruccio Furlanetto, Nicolaï Ghiaurov, Tom Krause

## Enregistrements
- César Franck : Symphonie en Ré mineur - Orchestre de Paris, direction Herbert von Karajan, enregistrée à Paris Salle Wagram pour EMI (077776474724), en novembre 1969
- Piotr Ilitch Tchaïkovski : Concerto pour piano n°1 op.23 - Alexis Weissenberg, piano, Orchestre de Paris, direction Herbert von Karajan, enregistré à Paris Salle Wagram pour EMI (3C06302044), en février 1970
- Johannes Brahms : Ouverture tragique op.81, Orchestre Philharmonique de Berlin, direction Herbert von Karajan, enregistrée à l'église Jesus-Christus de Berlin pour EMI, en septembre 1970
- Anton Bruckner : Symphonie n°4 (Romantique), Orchestre Philharmonique de Berlin, direction Herbert von Karajan, enregistrée à l'église Jesus-Christus de Berlin pour EMI, en septembre 1970
- Anton Bruckner : Symphonie n°7, Orchestre Philharmonique de Berlin, direction Herbert von Karajan, enregistrée à l'église Jesus-Christus de Berlin pour EMI, en septembre 1970
- Wolfgang Amadeus Mozart : Symphonie n°38 KV504, Orchestre Philharmonique de Berlin, direction Herbert von Karajan, enregistrée à l'église Jesus-Christus de Berlin pour EMI, en septembre 1970
- Wolfgang Amadeus Mozart : Symphonie n°39 KV543, Orchestre Philharmonique de Berlin, direction Herbert von Karajan, enregistrée à l'église Jesus-Christus de Berlin pour EMI, en septembre 1970
- Wolfgang Amadeus Mozart : Symphonie n°40 KV550, Orchestre Philharmonique de Berlin, direction Herbert von Karajan, enregistrée à l'église Jesus-Christus de Berlin pour EMI, en septembre 1970
- Wolfgang Amadeus Mozart : Symphonie n°41 KV551, Orchestre Philharmonique de Berlin, direction Herbert von Karajan, enregistrée à l'église Jesus-Christus de Berlin pour EMI, en septembre 1970
- Maurice Ravel : Boléro - Orchestre de Paris, direction Herbert von Karajan, enregistré à Paris Salle Wagram pour EMI (724356945920), en juin 1971
- Maurice Ravel : Alborada del Gracioso - Orchestre de Paris, direction Herbert von Karajan, enregistré à Paris Salle Wagram pour EMI, en juin 1971
- Maurice Ravel : La Valse - Orchestre de Paris, direction Herbert von Karajan, enregistrée à Paris Salle Wagram pour EMI, en juin 1971
- Joseph Haydn : Symphonie n°83 - Orchestre Philharmonique de Berlin, direction Herbert von Karajan, enregistrée à l'église française de Saint-Maurice pour EMI, en août 1971
- Joseph Haydn : Symphonie n°101 - Orchestre Philharmonique de Berlin, direction Herbert von Karajan, enregistrée à l'église française de Saint-Maurice pour EMI, en août 1971
- Maurice Ravel : Rapsodie espagnole, Le Tombeau de Couperin - Orchestre de Paris, direction Herbert von Karajan, enregistrés à Paris Salle Wagram pour EMI, en juin 1971
- Wolfgang Amadeus Mozart : Symphonie concertante KV 297b (Karl Steins, Herbert Stahr, Norbert Hauptmann, Manfred Braun), Orchestre Philharmonique de Berlin, direction Herbert von Karajan, enregistrée à Saint-Maurice pour EMI, en août 1971
- Wolfgang Amadeus Mozart : Concerto pour flûte (James Galway) et harpe (Fritz Helmis) KV299, Orchestre Philharmonique de Berlin, direction Herbert von Karajan, enregistré à l'église française de Saint-Maurice pour EMI, en août 1971
- Wolfgang Amadeus Mozart : Concerto pour flûte (Andreas Blau) KV313, Orchestre Philharmonique de Berlin, direction Herbert von Karajan, enregistré à l'église française de Saint-Maurice pour EMI, en août 1971
- Wolfgang Amadeus Mozart : Concerto pour hautbois (Lothar Koch) KV314, Orchestre Philharmonique de Berlin, direction Herbert von Karajan, enregistré à l'église française de Saint-Maurice pour EMI, en août 1971
- Wolfgang Amadeus Mozart : Concerto pour clarinette (Karl Leister) KV622, Orchestre Philharmonique de Berlin, direction Herbert von Karajan, enregistré  l'église française de Saint-Maurice pour EMI, en août 1971
- Wolfgang Amadeus Mozart : Concerto pour basson (Günther Piesk) KV191, Orchestre Philharmonique de Berlin, direction Herbert von Karajan, enregistré à l'église française de Saint-Maurice pour EMI, en août 1971
- Piotr Ilitch Tchaïkovski : Symphonies n°4 op.36 - Orchestre Philharmonique de Berlin, direction Herbert von Karajan, enregistrée à la Jesus-Christus Kirche de Berlin pour EMI (Warner Classics B000NPCMJ4), en septembre 1971
- Piotr Ilitch Tchaïkovski : Symphonies n°5 op.64 - Orchestre Philharmonique de Berlin, direction Herbert von Karajan, enregistrée à la Jesus-Christus Kirche de Berlin pour EMI (Warner Classics B000NPCMJ4), en septembre 1971
- Piotr Ilitch Tchaïkovski : Symphonies n°6 op.74 (Pathétique) - Orchestre Philharmonique de Berlin, direction Herbert von Karajan, enregistrée à la Jesus-Christus Kirche de Berlin pour EMI (Warner Classics B000NPCMJ4), en septembre 1971
- Richard Wagner : Tristan et Isolde (Jon Vickers, Helga Dernesch, Christa Ludwig, Peter Schreier, Karl Ridderbusch) - Chœur de l'Opéra allemand de Berlin, Orchestre Philharmonique de Berlin, direction Herbert von Karajan, enregistré à la Jesus-Christus Kirche de Berlin pour EMI (5099902885827), en janvier 1972
- César Franck : Variations Symphoniques - Alexis Weissenberg, piano, Orchestre Philharmonique de Berlin, direction Herbert von Karajan, enregistrées à la Jesus-Christus Kirche de Berlin pour EMI (077776474724), en septembre 1972
- Sergueï Rachmaninov : Concerto pour piano n°2 - Alexis Weissenberg, piano, Orchestre Philharmonique de Berlin, direction Herbert von Karajan, enregistré à la Jesus-Christus Kirche de Berlin pour EMI (B000246J5Y), en septembre 1972
- Richard Strauss : Sinfonia domestica op.53 - Orchestre Philharmonique de Berlin, direction Herbert von Karajan, enregistrée à Paris Salle Wagram pour EMI, en juin 1973
- Jean-Sébastien Bach : Messe en Si (BWV232) - Gundula Janowitz, Christa Ludwig, Peter Schreier, Robert Kerns (en), Karl Ridderbusch, Wiener Singverein) - Orchestre Philharmonique de Berlin, direction Herbert von Karajan, enregistrée à la Philharmonie de Berlin pour Deutsche Grammophon (415622), 1974
- Béla Bartók : Concerto pour orchestre Sz116 - Orchestre Philharmonique de Berlin, direction Herbert von Karajan, enregistré à la Philharmonie de Berlin pour EMI, en mai 1974
- Ludwig van Beethoven : Concerto pour piano n°5 op.58 (Empereur) Alexis Weissenberg - Orchestre Philharmonique de Berlin, direction Herbert von Karajan, enregistré à la Philharmonie de Berlin pour EMI, en mai 1974
- Johann Nepomuk Hummel : Concerto pour trompette (Maurice André) - Orchestre Philharmonique de Berlin, direction Herbert von Karajan, enregistré à la Philharmonie de Berlin pour EMI (Warner Classics B006LL02GE), en mai 1974
- Leopold Mozart : Concerto pour trompette (Maurice André) - Orchestre Philharmonique de Berlin, direction Herbert von Karajan, enregistré à la Philharmonie de Berlin pour EMI (Warner Classics B006LL02GE), en mai 1974
- Georg Philipp Telemann :  Concerto pour trompette (Maurice André) - Orchestre Philharmonique de Berlin, direction Herbert von Karajan, enregistré à la Philharmonie de Berlin pour EMI (Warner Classics B006LL02GE), en mai 1974
- Antonio Vivaldi : Concerto pour trompette (Maurice André) - Orchestre Philharmonique de Berlin, direction Herbert von Karajan, enregistré à la Philharmonie de Berlin pour EMI (Warner Classics B006LL02GE), en mai 1974
- Ludwig van Beethoven : Concerto pour piano n°4 op.58 Alexis Weissenberg - Orchestre Philharmonique de Berlin, direction Herbert von Karajan, enregistré à la Philharmonie de Berlin pour EMI, en septembre 1974
- Richard Strauss : Une vie de héros op.40 - Orchestre Philharmonique de Berlin, direction Herbert von Karajan, enregistrée à la Philharmonie de Berlin pour EMI, en octobre 1974
- Richard Strauss : Don Quichotte op.35 - Mstislav Rostropovich, violoncelle, Orchestre Philharmonique de Berlin, direction Herbert von Karajan, enregistré à la Philharmonie de Berlin pour EMI, en septembre et octobre 1974
- Richard Wagner : Préludes de Tristan et Isolde, Lohengrin Parsifal, Vaisseau fantôme, Maîtres chanteurs de Nürnberg, Tannhäuser : Orchestre Philharmonique de Berlin, direction Herbert von Karajan, enregistrés à la Philharmonie de Berlin pour EMI, en octobre 1974
- Joseph Haydn : Symphonie n°104 - Orchestre Philharmonique de Berlin, direction Herbert von Karajan, enregistrée à la Philharmonie de Berlin pour EMI, en janvier 1975
- Franz Schubert : Symphonie n°8 (Inachevée) - Orchestre Philharmonique de Berlin, direction Herbert von Karajan, enregistrée à la Philharmonie de Berlin pour EMI, en janvier 1975
- Wolfgang Amadeus Mozart : Requiem (Anna Tomowa-Sintow, Agnes Baltsa, Werner Krenn (de), José van Dam) - Wiener Singverein, Orchestre Philharmonique de Berlin, direction Herbert von Karajan, enregistrée à la Philharmonie de Berlin pour la Deutsche Grammophon (4198672), en septembre 1975
- A Vienne au temps des Strauss : Le Beau Danube bleu op.314, Valse de l'Empereur op.437, Annen-Polka op.117, Marche de Radetzky op.229, Ouverture de la Chauve-Souris, Tritsch-Tratsch Polka op.214, Ouverture du Baron Tzigane, Mouvement perpétuel op.257 - Orchestre Philharmonique de Berlin, direction Herbert von Karajan, enregistrés  à la Philharmonie de Berlin pour Deutsche Grammophon (139014), en décembre 1975
- Ludwig van Beethoven : Concerto pour piano n°3 op.37 Alexis Weissenberg - Orchestre Philharmonique de Berlin, direction Herbert von Karajan, enregistré à la Philharmonie de Berlin pour EMI, en septembre 1976
- Johannes Brahms : Variations sur un thème de Haydn op.56a - Orchestre Philharmonique de Berlin, direction Herbert von Karajan, enregistrées à la Philharmonie de Berlin pour EMI, en septembre et octobre 1976
- Jean Sibelius : Symphonie n°4 op.63 - Orchestre Philharmonique de Berlin, direction Herbert von Karajan, enregistrée à la Philharmonie de Berlin pour EMI, en septembre et octobre 1976
- Jean Sibelius : Symphonie n°5 op.82 - Orchestre Philharmonique de Berlin, direction Herbert von Karajan, enregistrée à la Philharmonie de Berlin pour EMI, en septembre et octobre 1976
- Jean Sibelius : En Saga op.9 - Orchestre Philharmonique de Berlin, direction Herbert von Karajan, enregistré à la Philharmonie de Berlin pour EMI, en décembre 1976
- Jean Sibelius : Suite Lemminkainen op.22 - Orchestre Philharmonique de Berlin, direction Herbert von Karajan, enregistrée à la Philharmonie de Berlin pour EMI, en décembre 1976
- Jean Sibelius : Finlandia op.26 - Orchestre Philharmonique de Berlin, direction Herbert von Karajan, enregistré à la Philharmonie de Berlin pour EMI, en décembre 1976
- Jean Sibelius : Tapiola op.112 - Orchestre Philharmonique de Berlin, direction Herbert von Karajan, enregistré à la Philharmonie de Berlin pour EMI, en décembre 1976
- Piotr Ilitch Tchaïkovski : Concerto pour piano n°1 op.23 - Lazar Berman, piano, Orchestre Philharmonique de Berlin, direction Herbert von Karajan, enregistré à la Philharmonie de Berlin pour Deutsche Grammophon (2530677) en 1976
- Ludwig van Beethoven : Symphonie n°1 op.21 - Orchestre Philharmonique de Berlin, direction Herbert von Karajan, enregistrée à la Philharmonie de Berlin pour Deutsche Grammophon (2563796) en 1977
- Ludwig van Beethoven : Symphonie n°2 op.36 - Orchestre Philharmonique de Berlin, direction Herbert von Karajan, enregistrée à la Philharmonie de Berlin pour Deutsche Grammophon (2563796) en 1977
- Ludwig van Beethoven : Symphonie n°3 op.55 - Orchestre Philharmonique de Berlin, direction Herbert von Karajan, enregistrée à la Philharmonie de Berlin pour Deutsche Grammophon (2563797) en 1977
- Ludwig van Beethoven : Symphonie n°4 op.60 - Orchestre Philharmonique de Berlin, direction Herbert von Karajan, enregistrée à la Philharmonie de Berlin pour Deutsche Grammophon (2563799) en 1977
- Ludwig van Beethoven : Symphonie n°5 op.67 - Orchestre Philharmonique de Berlin, direction Herbert von Karajan, enregistrée à la Philharmonie de Berlin pour Deutsche Grammophon (2563799) en 1977
- Ludwig van Beethoven : Symphonie n°6 op.68 - Orchestre Philharmonique de Berlin, direction Herbert von Karajan, enregistrée à la Philharmonie de Berlin pour Deutsche Grammophon (2563800) en 1977
- Ludwig van Beethoven : Symphonie n°7 op.92 - Orchestre Philharmonique de Berlin, direction Herbert von Karajan, enregistrée à la Philharmonie de Berlin pour Deutsche Grammophon (2563801) en 1977
- Ludwig van Beethoven : Symphonie n°8 op.93 - Orchestre Philharmonique de Berlin, direction Herbert von Karajan, enregistrée à la Philharmonie de Berlin pour Deutsche Grammophon (2563802) en 1977
- Ludwig van Beethoven : Symphonie n°9 op.125 - Anna Tomowa-Sintow, Agnes Baltsa, Peter Schreier, José van Dam, Wiener Singverein) - Orchestre Philharmonique de Berlin, direction Herbert von Karajan, enregistrée à la Philharmonie de Berlin pour Deutsche Grammophon (2563802) en 1977
- Ludwig van Beethoven : Concerto pour piano n°1 op.15 Alexis Weissenberg - Orchestre Philharmonique de Berlin, direction Herbert von Karajan, enregistré à la Philharmonie de Berlin pour EMI, en septembre 1977
- Ludwig van Beethoven : Concerto pour piano n°2 op.19 Alexis Weissenberg - Orchestre Philharmonique de Berlin, direction Herbert von Karajan, enregistré à la Philharmonie de Berlin pour EMI, en septembre 1977
- Claude Debussy : La Mer - Orchestre Philharmonique de Berlin, direction Herbert von Karajan, enregistrée à la Philharmonie de Berlin pour EMI, en juin 1977
- Claude Debussy : Prélude à l'après-midi d'un faune - Orchestre Philharmonique de Berlin, direction Herbert von Karajan, enregistré à la Philharmonie de Berlin pour EMI, en juin 1977
- Bedřich Smetana : Ma Patrie - Orchestre Philharmonique de Berlin, direction Herbert von Karajan, enregistrée à la Philharmonie de Berlin pour EMI, en janvier 1977
- Franz Schubert : Symphonie n°9 D944 - Orchestre Philharmonique de Berlin, direction Herbert von Karajan, enregistrée à la Philharmonie de Berlin pour EMI, en juin 1977
- Franz Schubert : Symphonie n°1 D082 - Orchestre Philharmonique de Berlin, direction Herbert von Karajan, enregistrée à la Philharmonie de Berlin pour EMI, en septembre 1977 et Janvier 1978
- Franz Schubert : Symphonie n°2 D125 - Orchestre Philharmonique de Berlin, direction Herbert von Karajan, enregistrée à la Philharmonie de Berlin pour EMI, en septembre 1977 et Janvier 1978
- Franz Schubert : Symphonie n°3 D200 - Orchestre Philharmonique de Berlin, direction Herbert von Karajan, enregistrée à la Philharmonie de Berlin pour EMI, en septembre 1977 et Janvier 1978
- Franz Schubert : Symphonie n°4 D417 - Orchestre Philharmonique de Berlin, direction Herbert von Karajan, enregistrée à la Philharmonie de Berlin pour EMI, en septembre 1977 et Janvier 1978
- Franz Schubert : Symphonie n°5 D485 - Orchestre Philharmonique de Berlin, direction Herbert von Karajan, enregistrée à la Philharmonie de Berlin pour EMI, en septembre 1977 et Janvier 1978
- Franz Schubert : Symphonie n°6 D589 - Orchestre Philharmonique de Berlin, direction Herbert von Karajan, enregistrée à la Philharmonie de Berlin pour EMI, en septembre 1977 et Janvier 1978
- Franz Schubert : Rosamunde D797 - Orchestre Philharmonique de Berlin, direction Herbert von Karajan, enregistré à la Philharmonie de Berlin pour EMI, en janvier 1978
- Claude Debussy : Pelléas et Mélisande (Richard Stilwell, Frederica von Stade, José van Dam, Ruggero Raimondi, Nadine Denize)- Chœur de l'Opéra allemand de Berlin, Orchestre Philharmonique de Berlin, direction Herbert von Karajan, enregistrée à la Philharmonie de Berlin pour EMI (724356705722), en décembre 1978
- Hector Berlioz : Marche hongroise - Orchestre Philharmonique de Berlin, direction Herbert von Karajan, enregistrée à la Philharmonie de Berlin pour EMI (724356945920), en janvier 1979
- Georges Bizet : L'Arlésienne - Orchestre Philharmonique de Berlin, direction Herbert von Karajan, enregistrée à la Philharmonie de Berlin pour EMI (724356945920), en janvier 1979
- Emmanuel Chabrier : España - Orchestre Philharmonique de Berlin, direction Herbert von Karajan, enregistré à la Philharmonie de Berlin pour EMI (724356945920), en janvier 1979
- Antonin Dvořák : Danse slave n°8 op.46 - Orchestre Philharmonique de Berlin, direction Herbert von Karajan, enregistrée à la Philharmonie de Berlin pour EMI, en janvier 1979
- Antonin Dvořák : Symphonie n°8 op.88 - Orchestre Philharmonique de Berlin, direction Herbert von Karajan, enregistrée à la Philharmonie de Berlin pour EMI, en janvier 1979
- Antonin Dvořák : Symphonie n°9 op.95 - Orchestre Philharmonique de Berlin, direction Herbert von Karajan, enregistrée à la Philharmonie de Berlin pour EMI, en janvier 1979
- Charles Gounod : Ballet de Faust - Orchestre Philharmonique de Berlin, direction Herbert von Karajan, enregistrée à la Philharmonie de Berlin pour EMI (724356945920), en janvier 1979
- Jean Sibelius : Symphonies n°1 op.39 - Orchestre Philharmonique de Berlin, direction Herbert von Karajan, enregistrée à la Philharmonie de Berlin pour EMI, en janvier 1981
- Jean Sibelius : Symphonies n°2 op.43 - Orchestre Philharmonique de Berlin, direction Herbert von Karajan, enregistrée à la Philharmonie de Berlin pour EMI, en novembre 1980
- Jean Sibelius : Symphonies n°6 op.104 - Orchestre Philharmonique de Berlin, direction Herbert von Karajan, enregistrée à la Philharmonie de Berlin pour EMI, en janvier 1981
- Jean Sibelius : Suite Karelia op.11, Valse Triste op.44 - Orchestre Philharmonique de Berlin, direction Herbert von Karajan, enregistrées à la Philharmonie de Berlin pour EMI (724356945920), en janvier 1981
- Bedřich Smetana : La Moldau - Orchestre Philharmonique de Berlin, direction Herbert von Karajan, enregistrée à la Philharmonie de Berlin pour EMI (724356945920), en janvier 1979
- Carl Maria von Weber : Ouverture du Freischütz - Orchestre Philharmonique de Berlin, direction Herbert von Karajan, enregistrée à la Philharmonie de Berlin pour EMI (724356945920), en janvier 1981
- Wolfgang Amadeus Mozart : Don Juan (Samuel Ramey, Anna Tomowa-Sintow, Agnes Baltsa, Kathleen Battle, Ferruccio Furlanetto, Alexander Malta (en), Paata Burchuladze (en)) - Chœur de l'Opéra allemand de Berlin Orchestre Philharmonique de Berlin, direction Herbert von Karajan, enregistré à la Philharmonie de Berlin pour Deutsche Grammophon (419181), en janvier 1985
- Piotr Ilitch Tchaïkovski : Symphonies n°4 op.36 - Orchestre philharmonique de Vienne, direction Herbert von Karajan, enregistrée pour Deutsche Grammophon (4153482), en 1985
- Giuseppe Verdi : Requiem (Agnes Baltsa, José Carreras, José van Dam) - Chœur de l'Opéra de Vienne, Chœur de l'Opéra National de Sofia, Orchestre philharmonique de Vienne, direction Herbert von Karajan, enregistré pour Deutsche Grammophon (415092-415093), en 1985
- Alexandre Borodine : Le Prince Igor (Nicolaï Ghiaurov, Stefka Evstatieva, Nicola Ghiuselev, Kaludi Kaludov (bg), Alexandrina Miltcheva, Boris Martinovich) - Chœur de l'Opéra National de Bulgarie, Sofia Festival Orchestra, direction Emil Tchakarov, enregistré au Palais des Congrès de Sofia pour Sony (B0000026PJ) du 14 au 20 juillet 1987
- Modeste Moussorgski : Boris Godounov (Nicolaï Ghiaurov, Dimiter Petkov, Michail Svetlev (en), Stefka Mineva, Mincho Popov - Chœur de l'Opéra National de Bulgarie, Sofia Festival Orchestra, direction Emil Tchakarov, enregistré au Palais des Congrès de Sofia pour Sony (B0000026ZCJ) en 1991
- Piotr Ilitch Tchaïkovski : Eugene Onegin Yuri Mazurok (en), Anna Tomowa-Sintow, Nicolai Gedda, Nicola Ghiuselev, Rossitza Troeva-Mircheva, Margarita Lilowa (de) - Chœur de l'Opéra National de Bulgarie, Sofia Festival Orchestra, direction Emil Tchakarov, enregistré au Palais des Congrès de Sofia pour Sony (455392J) en 1991
- Giuseppe Verdi : Il Trovatore (Aprile Millo (en), Dolora Zajick (en), Vladimir Chernov (en), James Morris, Placido Domingo) - Metropolitan Opera Orchestra and Chorus, direction James Levine, enregistré au Manhattan Center pour Sony (B0000027UA) du 6 au 18 mai 1991
- Giuseppe Verdi : Luisa Miller (Aprile Millo (en), Florence Quivar (en), Vladimir Chernov (en), Paul Plishka, Jan-Hendrik Rootering (en), Placido Domingo) - Metropolitan Opera Orchestra and Chorus, direction James Levine, enregistré pour Sony (BO1AMWKJO2) au Manhattan Center du 2 au 18 mai 1991
- Giacomo Puccini : La Fanciulla del West (Mara Zampieri (it), Juan Pons, Placido Domingo) - Chœur et Orchestre de la Scala de Milan, direction Lorin Maazel, enregistré pour Sony ((B00027LD66) du 27 janvier au 7 février 1991
- Giacomo Puccini : Manon Lescaut (Nina Rautio (en), Gino Quilico, Peter Dvorsky) - Chœur et Orchestre de la Scala de Milan, direction Lorin Maazel, enregistré pour Sony ((B013KPIW3S) à La Scala de Milan du 11 au 15 février 1992
- Giuseppe Verdi : Don Carlo (Aprile Millo (en), Michael Sylvester, Ferruccio Furlanetto, Kathleen Battle, Samuel Ramey) - Metropolitan Opera Orchestra and Chorus, direction James Levine, enregistré pour Sony (B0000028MN) au Manhattan Center du 20 au 24 mai 1992
- Wolfgang Amadeus Mozart : Symphonies n°33 KV319 - Orchestre philharmonique de Vienne, direction Carlos Kleiber, enregistrée pour Memories (B0013345VI), en 1994
- Wolfgang Amadeus Mozart : Symphonies n°36 KV425 (Linz) - Orchestre philharmonique de Vienne, direction Carlos Kleiber, enregistrée pour Memories (B0013345VI), en 1994
- Johannes Brahms : Symphonies n°2 op.73 - Orchestre philharmonique de Vienne, direction Carlos Kleiber, enregistrée pour Memories (B0013345VI), en 1994
- Richard Strauss : Ein Heldenleben op.40 - Orchestre philharmonique de Vienne, direction Carlos Kleiber, enregistrée pour Memories (B0013345VI), en 1994
- Jules Massenet : Hérodiade (Placido Domingo, Renée Fleming, Dolora Zajick (en), Juan Pons - San Francisco Opera Orchestra and Chorus, direction Valery Gergiev, enregistré pour Sony (B0000029N2) du 5 au 15 novembre 1994